# 书籍的右页和左页

书籍的右页是书籍右侧的页面, 在從左向右翻的書籍中也称作纸张的正面；左页是书籍的左侧部分的页面, 在從左向右翻的書籍中也称作纸张的反面。它们是装订, 打印和出版业中的术语, 并且可以更广泛地应用在实体文件交流的任何领域.
术语左右页用来描述双面文本, 在手稿学领域有很重要的作用, 每张实体原稿均被编号, 并且每一面都被标上了左页或右页. 原稿的严格版本通常标记文本在原始稿件中的位置, 以类似这样的风格 '42r.' 或 '673vº'.
这些术语贯穿印刷的整个过程, 双面印刷成为印刷书籍的标准, 但双面印刷比更古老的亚洲木板印刷术更有优点, 木板印刷在需要打印纸张的背面摩擦仅能印刷纸张的一面.